# ベトナムコブイモリ
ベトナムコブイモリ (Paramesotriton deloustali) は、両生綱有尾目イモリ科コブイモリ属に分類される有尾類。

## 分布
ベトナム北部

## 形態
全長オス16 - 17センチメートル、メス18 - 20センチメートル。コブイモリ属最大種。体形は頑丈。尾は側偏し、頭胴長よりもわずかに長い。体色は赤褐色や褐色で、四肢や尾の基部に赤い斑点が入る個体もいる。背面中央と背側面の隆起は、赤や橙色の個体が多い。頭部や胴体の腹面の色彩は明赤色や濃橙色で、黒い網目状の斑紋が入る。尾の後半部の側面に青白色の帯模様が入り、オス（特に繁殖期）により顕著。
頭長と頭幅が同程度か、頭長がわずかに長い。耳腺は発達する。舌は口内の下側と癒合しない。前肢を前方に伸ばすと、指の先端が眼の中央部に達する。胴体に沿って前肢（および指）を後方へ後肢（および趾）を前方に伸ばすと、3 - 4ミリメートル重複する。指趾は長く、後肢の趾は5本。

## 生態
標高200 - 1,300メートルにある渓流に生息する。成体は渓流内で周年みられるが、幼体は陸棲だと考えられている。夜行性で、昼間は水中の石の下などで休む。
水生昆虫を含めた、水生の無脊椎動物を食べると考えられている。
繁殖様式は卵生。以下の繁殖に関する知見は、飼育下での観察例に基づく。1 - 4月に30 - 256個の卵を、後肢で水生植物の葉に挟みこむようにして産んだ例がある。卵は17 - 27℃の水温で、28 - 37日で孵化した例がある。幼体は生後17か月（全長9 - 10センチメートル）ほどになると、水中で生活するという報告例がある。

## 人間との関係
伝統的に薬用になると信じられている。
森林伐採や農地開発・家畜の放牧などによる生息地の破壊、水質汚染、薬用やペット用の採集などにより生息数は減少している。
ペットとして飼育されることもあり、日本にも輸入されている。流通は不定的で、2005年の時点で近年は2001 - 2002年に輸入例が1例あったのみとされる。アクアリウムで飼育される。協調性に欠け他個体に噛みついて致命傷を負わせることもあるため、基本的には単独で飼育する。